# Farmland Bird Index
Der Farmland Bird Index (FBI) stellt die Bestandssituation von Vögeln der Agrarlandschaft (vor allem Ackerland, Grünland, Obstbau, Weinbau) dar und gehört seit 2007 zum Gemeinsamen Überwachungs- und Bewertungsrahmen (CMEF) der EU zur Evaluierung der Maßnahmen für die Entwicklung des ländlichen Raumes.

## Methodik
In Deutschland wird der FBI durch den Teilindex Agrarland des Umweltindikators 5a Artenvielfalt und Landschaftsqualität im periodischen Bericht Nachhaltige Entwicklung in Deutschland repräsentiert.
In Österreich wird der FBI jährlich im Auftrag des Bundesministeriums für Land- und Forstwirtschaft, Regionen und Wasserwirtschaft (BML) aus den Daten des Brutvogel-Monitorings erstellt, welches mit Unterstützung von Citizen Science ausgeführt wird.
In der Schweiz wird der FBI durch die Lebensraumgilde "Kulturland" des Swiss Bird Index (SBI®) repräsentiert.